# Reinhold Duschka

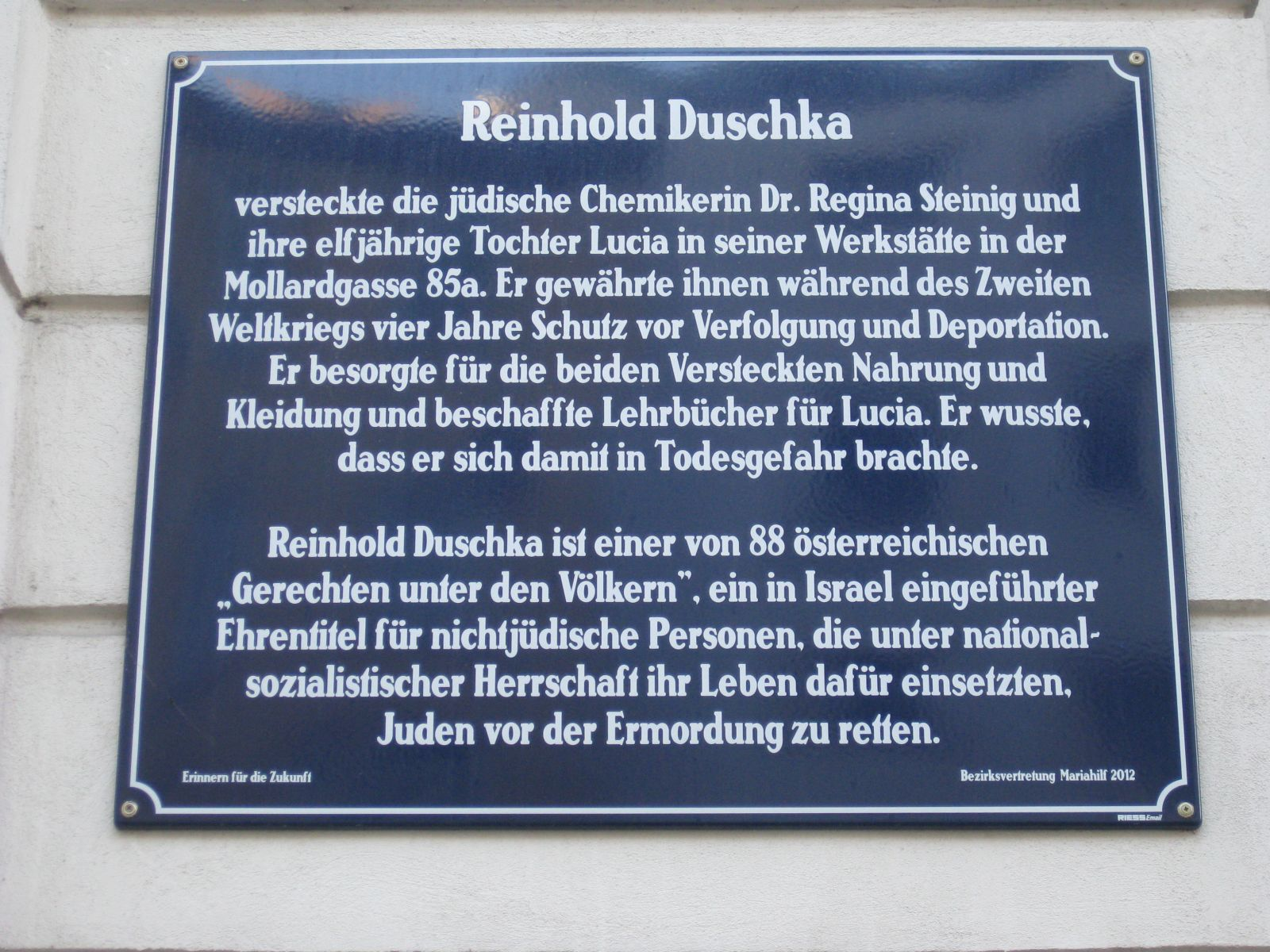
Gedenktafel für Reinhold Duschka in der Mollardgasse 85a

Reinhold Duschka (* 29. Juni 1900 in Berlin als Friedrich Reinhold Duschka; † Mai 1993) war ein österreichischer Kunstschmied. Aufgrund seiner Hilfe gegenüber verfolgten Juden gilt er als Gerechter unter den Völkern.

## Leben
Duschka versteckte die jüdische Chemikerin Regina Hilde Kraus und ihre zehnjährige Tochter Lucia von Anfang 1939 bis April 1945. Das bis zur Bombardierung etwa 1944 in seiner Werkstätte für Kunsthandwerk in der Mollardgasse 85a, im 6. Bezirk Wiens. Dieses Haus gehört dem Kaiser-Franz-Joseph-I.-Regierungs-Jubiläumsfonds 1908. Im April 2013 wurde eine Gedenktafel für Duschka an der Fassade in der Mollardgasse angebracht.
Kurz nach Österreichs „Anschluss“ an das Deutsche Reich im Jahr 1938 sollte die Jüdin Regina Kraus, geb. Steinig, mit ihrer damals neunjährigen Tochter Lucia ihrem Mann nach Persien folgen, bekam zwar die nötigen Transitpapiere, hatte aber kein Geld für die Schiffspassage. Anfang 1939 wurde ihre Wohnung von den Nationalsozialisten beschlagnahmt.
Duschka, der mit dem Vater, befreundet war – beide sind Bergsteiger, gewährte Regina und Lucia Unterschlupf und Schutz vor Verfolgung und Deportation in seiner Werkstätte, obwohl er wusste, dass er sich damit in Todesgefahr begab. Er versorgte die beiden Versteckten mit Nahrung und Kleidung. Duschka beschaffte Lucia Lehrbücher, mit denen ihre Mutter sie im Versteck unterrichten konnte. Im Laufe der Zeit lernten Regina und Lucia, wie man Metalle für die Arbeit Duschkas bearbeitet, und halfen ihm dabei. Mit dem verdienten Geld kaufte Duschka auf dem Schwarzmarkt Nahrungsmittel für Regina und Lucia.
1944 wurde die Werkstätte Duschkas bei einem Bombenangriff der Alliierten schwer beschädigt. Duschka brachte Regina und Lucia, die nur durch einen Zufall überlebt hatten, in ein Ausweichquartier und später in ein kleines Sommerhaus nach Hütteldorf, wo er sie bis zum Kriegsende versteckt hielt. Bei seinen Nachbarn gab er sie als Verwandte aus dem „Altreich“ aus. Regina und Lucia konnten dadurch den Zweiten Weltkrieg überleben. Duschka baute nach dem Weltkrieg seine bombardierte Werkstätte wieder auf und arbeitete in ihr bis zu seiner Pensionierung. Am 7. März 1990 wurde ihm die Auszeichnung Gerechter unter den Völkern verliehen.